# ウィッシン・アンド・ホーピン
「 ウィッシン・アンド・ホーピン」（Wishin' and Hopin' ）は、バート・バカラックとハル・デイヴィッドが作詞作曲した楽曲。1964年にダスティ・スプリングフィールドのカバー版が全米チャート6位を記録した。

## 解説
「ウィッシン・アンド・ホーピン」は、元々ディオンヌ・ワーウィックが1963年にシングル"This empty place"のB面として発表した作品だった。アメリカでは1964年発表のダスティ・スプリングフィールドによるカバーが全米6位を記録(彼女にとって初の全米トップ10入り)。バカラックはこのダスティ版を高く評価した。イギリスではマージ―ビーツによるバージョンが同年に全英13位を記録。その頃ダスティは、同じくバカラック作の"I just don't know what to do with myself"（恋のとまどい）をイギリスでシングル発表し、全英3位を記録。そのためイギリスではダスティ版「ウィッシン・アンド・ホーピン」はシングル発表されなかった。アメリカではディオンヌ・ワーウィック、イギリスではダスティ・スプリングフィールド、シラ・ブラックと着々と自分の作品の表現者を見出していった。

## カバー
出典:
- ビリー・ストレンジ(1964）
- ディオンヌ・ワーウィック(1964）
- ナンシー・シナトラ（1966）